# 浦安市立浦安小学校
浦安市立浦安小学校（うらやすしりつ うらやすしょうがっこう）は、千葉県浦安市猫実4丁目にある市立小学校。浦安の中で1番古い学校であり、2024年くらいにメディアセンターという部屋が作られた。

## 沿革
- 1889年（明治22年）4月 - 猫実、堀江、当代島の三つの小学校が合併し、浦安尋常小学校を創立。
- 1894年（明治27年）12月3日 - 猫実字郷蔵尻428番地から433番地に木造瓦葺平屋建新築（736平方メートル）移転。この日を創立記念日と定める。
- 1895年（明治28年）1月29日 - 高等科を併置し、浦安尋常高等小学校と改称。
- 1916年（大正5年）3月31日 - 校舎改築木造瓦葺2階建1棟（561平方メートル）および平屋建2棟（487平方メートル）。
- 1917年（大正6年）10月1日 - 大暴風雨と津波により平屋建267平方メートルが倒壊する。
- 1918年（大正7年）11月30日 - 倒壊校舎を再建する。
- 1923年（大正12年）
  - 9月1日 - 12時頃に発生した関東大震災により平屋建校舎2棟倒壊。
  - 11月18日 - 急増バラック校舎7教室竣工（542平方メートル）。
- 1924年（大正13年）6月20日 - 本建築校舎1棟計18教室竣工。
- 1928年（昭和3年）3月22日 - 鉄筋コンクリート校舎2棟竣工（771平方メートル）。
- 1934年（昭和9年）5月25日 - スレート葺木造2階建15教室竣工（1136平方メートル）。
- 1941年（昭和16年）4月1日 - 国民学校令により、浦安町国民学校と改称。
- 1947年（昭和22年）4月1日 - 学制改革により、浦安町立浦安小学校と改称。
- 1953年（昭和28年）3月31日 - 瓦葺木造2階建8教室増築（851.4平方メートル）。
- 1959年（昭和34年）3月25日 - 猫実字上高洲1614番地にスレート波型葺木造2階建8教室増築（968.3平方メートル）
- 1965年（昭和40年）7月21日 - 循環浄化装置付プール完成。
- 1966年（昭和41年）10月24日 - 猫実568番地に鉄筋コンクリート3階建28教室（3971.49平方メートル）移転。
- 1967年（昭和42年）4月1日 - 浦安町立南小学校開校により、学区の一部を本校より分離。
- 1969年（昭和44年）12月15日 - 鉄筋コンクリート3階建3教室東側に増築（230.64平方メートル）
- 1972年（昭和47年）4月1日 - 浦安町立北部小学校開校により、学区の一部を本校より分離。
- 1981年（昭和56年）4月1日 - 浦安町の市制施行により浦安市立浦安小学校と改称。
- 1982年（昭和57年）3月25日 - 屋内運動場（1階プール、2階体育館）竣工。
- 1986年（昭和61年）4月 - 校区変更に伴い、北部小学校の一部学区から児童を転入。
- 1989年（平成元年）5月14日 - 創立100周年記念式典挙行。
- 1997年（平成9年）6月 - この月から8月まで、校舎大規模改修工事。
- 2005年（平成17年）11月4日 - 浦安町国民学校卒業式実施。
- 2008年（平成20年）12月4日 - 創立120周年記念式典挙行。
- 2019年（平成31年）1月30日 - 創立130周年記念式典挙行。

## アクセス
- 東京メトロ東西線浦安駅（南口）から、徒歩約290m・約5分。
- 東京ベイシティ交通
  - 一般路線バス「浦安駅入口」バス停から、徒歩約270m・約5分
  - おさんぽバス医療センター線「中央公民館」バス停から、徒歩約320m・約6分。
    - おさんぽバス医療センター線「浦安駅」バス停からは、道路の関係で約390mとやや遠回りとなる。

## 周辺
- 浦安市中央公民館
  - 浦安市立図書館分館
- 浦安市立若草認定こども園 - 進学前こども園のひとつ
- やなぎ通り
- 東京メトロ東西線浦安駅